# Jarmo Wasaman muistopalkinto
Jarmo Wasaman muistopalkinto („Jarmo-Wasama-Gedenkpreis“) eine Eishockey-Auszeichnung, die von der finnischen SM-liiga an den besten Anfänger (Rookie) der Saison vergeben wird. Die Trophäe ist nach Jarmo Wasama benannt, der als aktiver Spieler zwei finnische Meisterschaften gewann und in der Nationalmannschaft seines Heimatlandes spielte. Wasama starb am 2. Februar 1966 bei einem Straßenverkehrsunfall.

## Preisträger
| Saison    | Gewinner           | Team          |
| --------- | ------------------ | ------------- |
| 1971/72   | Seppo Ahokainen    | Ilves         |
| 1972/73   | Jukka Alkula       | Tappara       |
| 1973/74   | Matti Hagman       | HIFK          |
| 1974/75   | Markus Mattsson    | Ilves         |
| 1975/76   | Kari Makkonen      | Ässät         |
| 1976/77   | Risto Siltanen     | Ilves         |
| 1977/78   | Markku Kiimalainen | Kärpät        |
| 1978/79   | Kari Jalonen       | Kärpät        |
| 1979/80   | Pekka Arbelius     | Kärpät        |
| 1980/81   | Petri Skriko       | SaiPa         |
| 1981/82   | Hannu Virta        | TPS           |
| 1982/83   | Jukka Tammi        | Ilves         |
| 1983/84   | Joel Paunio        | HIFK          |
| 1984/85   | Jari Neuvonen      | Ilves         |
| 1985/86   | Risto Kurkinen     | JYP Jyväskylä |
| 1986/87   | Janne Ojanen       | Tappara       |
| 1987/88   | Mika Nieminen      | Ilves         |
| 1988/89   | Pekka Peltola      | HPK           |
| 1989/90   | Vesa Viitakoski    | SaiPa         |
| 1990/91   | Janne Grönvall     | Lukko         |
| 1991/92   | Petri Varis        | Ässät         |
| 1992/93   | Ville Peltonen     | HIFK          |
| 1993/94   | Juha Lind          | Jokerit       |
| 1994/95   | Joni Lehto         | Lukko         |
| 1995/96   | Jani Hurme         | TPS           |
| 1996/97   | Olli Jokinen       | HIFK          |
| 1997/98   | Pasi Puistola      | Tappara       |
| 1998/99   | Timo Pärssinen     | HPK           |
| 1999/2000 | Antero Niittymäki  | TPS           |
| 2000/01   | Toni Dahlman       | Ilves         |
| 2001/02   | Joonas Vihko       | HIFK          |
| 2002/03   | Toni Söderholm     | HIFK          |
| 2003/04   | Janne Pesonen      | Kärpät        |
| 2004/05   | Simo Vidgren       | Ilves         |
| 2005/06   | Perttu Lindgren    | Ilves         |
| 2006/07   | Tuomas Suominen    | TPS           |
| 2007/08   | Oskar Osala        | Blues         |
| 2008/09   | Teemu Hartikainen  | KalPa         |
| 2009/10   | Mikael Granlund    | HIFK          |
| 2010/11   | Teemu Pulkkinen    | Jokerit       |
| 2011/12   | Teuvo Teräväinen   | Jokerit       |
| 2012/13   | Artturi Lehkonen   | KalPa         |
| 2013/14   | Juuse Saros        | HPK           |
| 2014/15   | Otso Rantakari     | Blues         |
| 2015/16   | Patrik Laine       | Tappara       |
| 2016/17   | Otto Koivula       | Ilves         |
| 2017/18   | Petrus Palmu       | TPS           |
| 2018/19   | Kaapo Kakko        | TPS           |
| 2019/20   | Matias Maccelli    | Ilves         |
| 2020/21   | Kasper Björkqvist  | KooKoo        |
| 2021/22   | Joakim Kemell      | JYP           |
| 2022/23   | Niko Huuhtanen     | Jukurit       |
| 2023/24   | Viljami Marjala    | TPS           |
| 2024/25   | Petteri Rimpinen   | Kiekko-Espoo  |

### Preisträger nach Mannschaften
- 11 Preisträger: Ilves
- 7 Preisträger: TPS
- 6 Preisträger: HIFK
- 5 Preisträger: Tappara
- 4 Preisträger: Kärpät
- 3 Preisträger: Blues/Kiekko, Jokerit, HPK
- 2 Preisträger: SaiPa, Ässät, KalPa, JYP
- 1 Preisträger: Jukurit, Lukko, KooKoo